# Juha Merilä
Juha Kari Kristian Merilä, född 16 juli 1965 i Raumo, är en finländsk zoolog.
Merilä avlade filosofie doktorsexamen 1996 vid Uppsala universitet, där han verkade som forskare och gästprofessor 1997–2002; han är professor i populationsbiologi vid Helsingfors universitet sedan 2001.
Merilä har publicerat ett stort antal uppmärksammade undersökningar gällande djurarters (närmast fåglars, ormars och grodors) evolutionära anpassning till olika livsmiljöer och deras genetiska bakgrund.